# 北上金ヶ崎パーキングエリア
北上金ヶ崎パーキングエリア（きたかみかねがさきパーキングエリア）は、岩手県北上市相去町にある、東北自動車道のパーキングエリア。
北上金ヶ崎ICが併設され、上下線共にPAからIC料金所への流出はできるが、IC料金所からPAへの流入はできない。
1996年10月8日、北上金ヶ崎ICの供用開始とともに、相去パーキングエリア（あいさりパーキングエリア）から名称を変更した。

## 施設

### 上り線（福島・仙台方面）
- 管理：ネクスコ東日本エリアトラクト[1]
- 運営：半田屋[2]
- 駐車場[2]
  - 大型 27台
  - 小型 2台
- トイレ[2]
  - 男性 大2（和式1・洋式1）・小5
  - 女性 5（和式2・洋式3）
    - 同伴の男児用 1

  - 車椅子用 1
- フードコート「大衆食堂 半田屋」（7:30 - 19:30）[2][3]
- ショッピング（7:30 - 19:30）
- 自動販売機
- ウォークインゲート[2]

### 下り線（盛岡・青森方面）
- 管理：ネクスコ東日本エリアトラクト[1]
- 運営：半田屋[4]
- 駐車場[4]
  - 大型 13台
  - 小型 31台
- トイレ[4]
  - 男性 大2（和式1・洋式1）・小5
  - 女性 5（和式2・洋式3）
    - 同伴の男児用 1

  - 車椅子用 1
- フードコート「大衆食堂 半田屋」（7:30 - 19:30）[4][3]
- ショッピング（7:30 - 19:30）[4]
- 自動販売機
- ウォークインゲート[4]

## 高速バス
東京/横浜行のドリーム秋田・横浜号や仙秋号、グリーンライナー号は一部の便を除き、このPAで休憩する。

## 隣
E4 東北自動車道
(36)水沢IC - (36-1)北上金ヶ崎IC/PA - (37)北上JCT - (38)北上江釣子IC